# Königstein (Sächsische Schweiz)

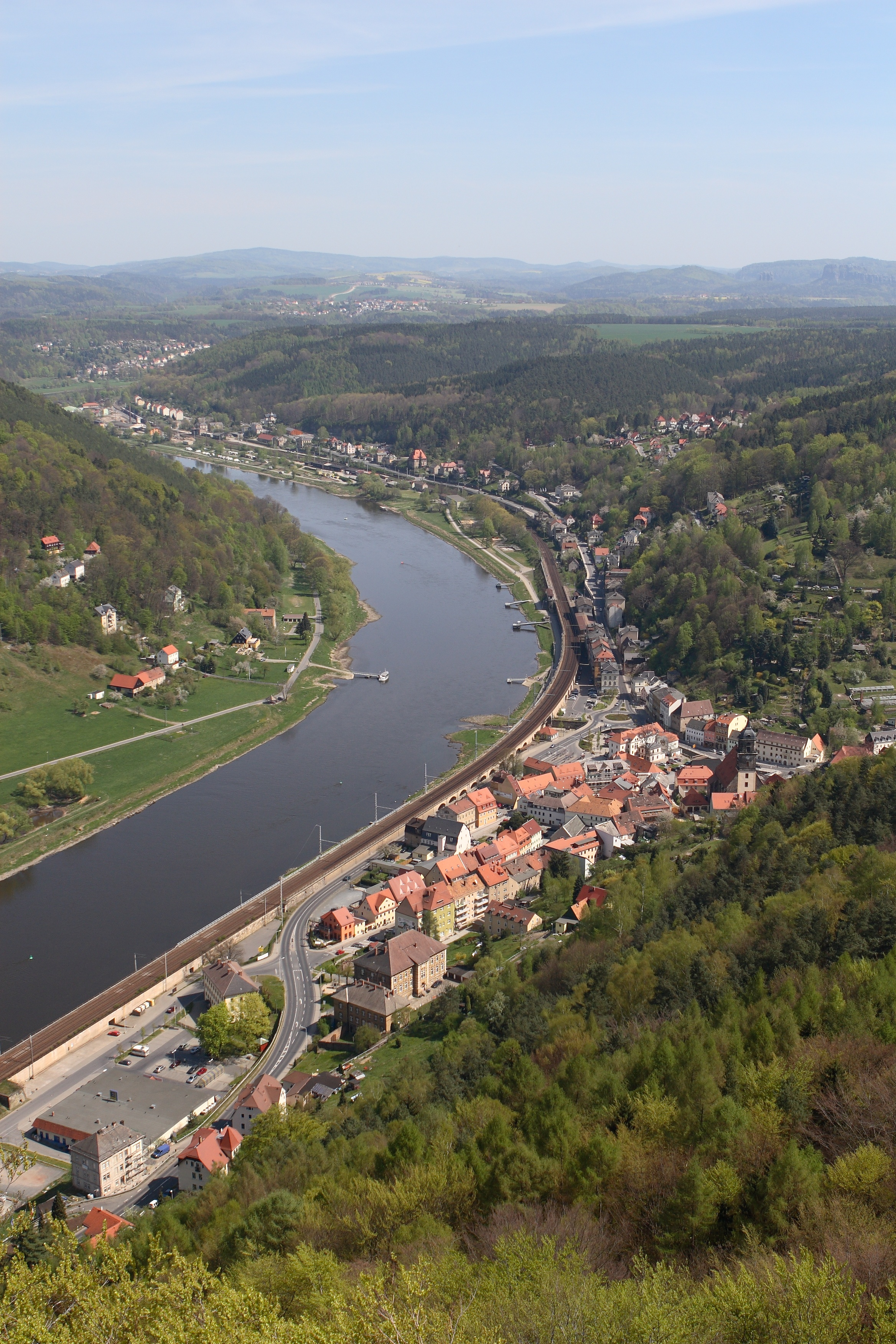
Blick von der Festung Königstein auf Königstein

Königstein (Sächsische Schweiz) ist eine Stadt im Südosten Sachsens an der Elbe. Die zum Landkreis Sächsische Schweiz-Osterzgebirge gehörige Stadt ist Sitz der Verwaltungsgemeinschaft Königstein/Sächs. Schw. Auf der gleichnamigen Anhöhe liegt die Festung Königstein.

## Geographie

### Geographische Lage
Die Stadt Königstein liegt zwischen Pirna und der tschechischen Grenze an der Mündung der Biela in die Elbe im Süden des Landkreises Sächsische Schweiz-Osterzgebirge in Deutschland. Hier mitten im Elbsandsteingebirge sind vielfältige landschaftliche Formationen zu beobachten. Die Festung auf dem Königstein steht auf einem Sandsteinfelsen oberhalb des Elbtals. Die durch Bäche und Flüsse herausgespülten Täler lassen, wie überall in der Region, bizarre Hang- und Felslandschaften entstehen. Das bei Leupoldishain gelegene größte Moor der Sächsischen Schweiz wurde 1870 entwässert und ist anhand der typischen Restvegetation noch feststellbar.
Die Nikolsdorfer Wände sind neben ihrer geologischen Attraktivität ein beliebtes Klettergebiet. Im Ortsbereich von Pfaffendorf, benachbart zum Pfaffenstein steht eines der Wahrzeichen der Sächsischen Schweiz, die 35 m hohe Nadel der Barbarine, ein geologisches Naturdenkmal, das 1905 erstmals bestiegen wurde. Zahlreiche Funde dokumentieren die Besiedlung seit der Bronzezeit.

### Ortsgliederung
Nach der sächsischen Gemeindeordnung besteht Königstein nur aus den Ortsteilen Königstein, Pfaffendorf und Leupoldishain. Ebenheit, Elbhäuser, Halbestadt und Hütten sind formell keine Ortsteile, sie werden aber einer gewissen Abgrenzung wegen, aufgrund ihrer von Königstein deutlich räumlich getrennten Lage sowie ihrer Historie als Ortsteile bezeichnet.

#### Ebenheit
Ebenheit, ein Waldhufendorf, liegt auf 246 m ü. NN auf der gegenüberliegenden Elbseite auf einer ebenso bezeichneten geomorphologischen Flächeneinheit unterhalb des Liliensteins. Bereits 1489 erwähnt, waren die ehemaligen Siedler vermutlich der Fron unterworfene Bauern der ehemals auf der Anhöhe angesiedelten Burg. Heute noch vorhanden sind zwei Wohn-Stall-Behausungen aus den Jahren 1747 und 1824, wie noch an den Eingangssteinen zu erkennen ist.

#### Halbestadt

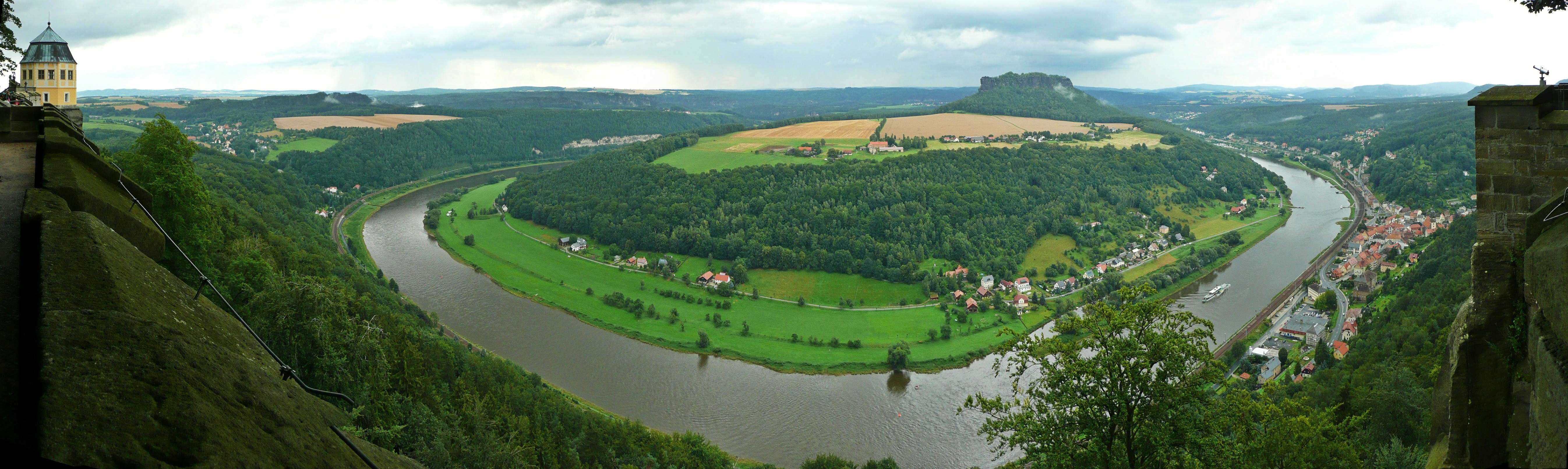
Blick von der Festung Königstein über die Elbe auf Halbestadt, die auf der Hochebene darüber liegenden wenigen Häuser von Ebenheit und den Lilienstein

Halbestadt, ebenfalls rechtselbisch gelegen, entstand im 15. Jahrhundert um ein dem Königsteiner Kloster zugehöriges Vorwerk. Hier, am sogenannten Napoleonsteig zum Lilienstein aus den Befreiungskriegen findet sich noch ein für die Region typisches Umgebindehaus. Die Stadt Königstein hatte das umliegende fruchtbare Gelände per Kauf 1550 in ihren Besitz gebracht. Im Zuge der Elbregulierungen 1864 bis 1865 entstand ein kleiner Flusshafen. Zwischen Halbestadt und dem gegenüberliegenden Stadtzentrum verkehrt eine Elbfähre.

#### Hütten
Der im Bielatal unterhalb der Festung Königstein gelegene Ortsteil wurde erstmals 1445 als Hüttensiedlung erwähnt. Der Name weist auf mehrere Eisenhämmer (mittlerer und unterer Reichhammer, Greifenhammer) hin, in denen Eisen verhüttet wurde. Dieses war in kleinen Mengen als Roteisenstein im Sandstein selbst enthalten, der Großteil wurde aber mit Fuhrwerken aus den Eisenerzgruben um Berggießhübel an die Biela transportiert. Im oberen Bielatal kann in Brausenstein ein rekonstruierter mittelalterlicher Hochofen besichtigt werden. In diesem Zusammenhang wird in der Region auch vom Pirnisch Eisen bzw. der Pirnaer Eisengusskunst gesprochen. Aus einer der Hammerhütten ging im 16. Jahrhundert eine Papiermühle hervor, die sich später unter Hugo von Hoesch zu einer angesehenen Papierfabrik entwickelte. Dabei ist das hier produzierte Papier keineswegs gewöhnlich. Seit dem Ersten Weltkrieg wurde hier Banknotenpapier, später auch Dokumentenpapier für Reisepässe, Personalausweise und andere Grenzübertrittsdokumente hergestellt. Heute werden ausschließlich Banknoten-, Scheck-, Pass- und Werttitelpapiere hergestellt, die ausgesprochen fälschungssicher sein sollen. Hinter der Papierfabrik befand sich eine bis ins frühe 20. Jahrhundert betriebene Kaltwasserheilanstalt Bad Königsbrunn, ein Sommersitz des sächsischen Königshauses. Vom Königsteiner Bahnhof aus verkehrte 1901 eine der ersten O-Bus-Linien der Welt nach Hütten. Die von Max Schiemann konzipierte Strecke, die sogenannte Bielatalbahn, wurde aber bereits 1904 stillgelegt und nach Wurzen verlegt.

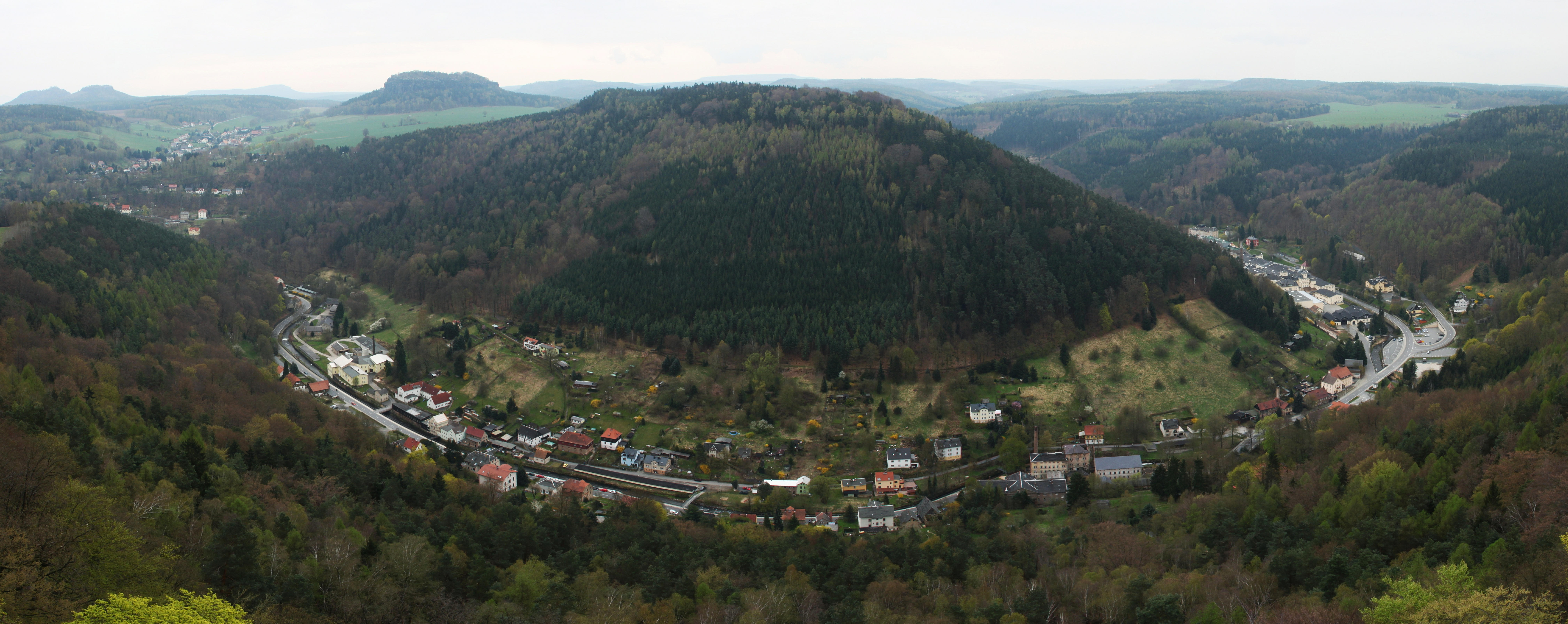
Blick von der Festung Königstein in das Bielatal mit dem Ortsteil Hütten sowie auf den Quirl

#### Leupoldishain
Das im Zuge der Ostkolonisation gegründete Waldhufendorf wurde erstmals 1379 als Leuchtholdshayn erwähnt. Der 1904 angegliederte Ortsteil Nikolsdorf, ebenfalls ein Waldhufendorf, wurde im gleichen Jahr als Niklasdorff erwähnt. Leupoldishain befindet sich auf der sogenannten Struppener Ebenheit etwa 3 km westlich von Königstein. Für die Entwicklung des Dorfes war bis in die jüngere Vergangenheit die Landwirtschaft prägend. Davon zeugen noch heute einige gut erhaltene Bauernhöfe. Nach dem Ersten Weltkrieg entwickelte sich zudem der Tourismus. In den 1950er Jahren wurde im Rahmen des Nationalen Aufbauwerkes sogar eine Naturbühne mit 1.100 Sitzplätzen errichtet. Dem aufstrebenden Fremdenverkehr setzte allerdings der Uranbergbau eine Grenze. 1963 wurde in Leupoldishain eine von der SDAG Wismut erkundete Uranerzlagerstätte aufgeschlossen. Aus dieser wurden bis 1990 etwa 18.000 t Uran gewonnen. Dabei wurde auch die Naturbühne dem Bergbau geopfert. Zeitweise arbeiteten über 2.300 Menschen im Leupoldishainer Bergwerk. Die Sanierung des 1990 stillgelegten Bergwerkes (heute Wismut GmbH Niederlassung Königstein) ist unter Tage abgeschlossen, die Flächensanierung über Tage wird voraussichtlich noch bis zum Jahr 2026 andauern. Konkrete Nachnutzungspläne für das über 80 ha große Hauptbetriebsgelände liegen noch nicht vor. Favorisiert wird eine künftige gewerbliche Nutzung bzw. die Etablierung touristischer Angebote.

#### Pfaffendorf

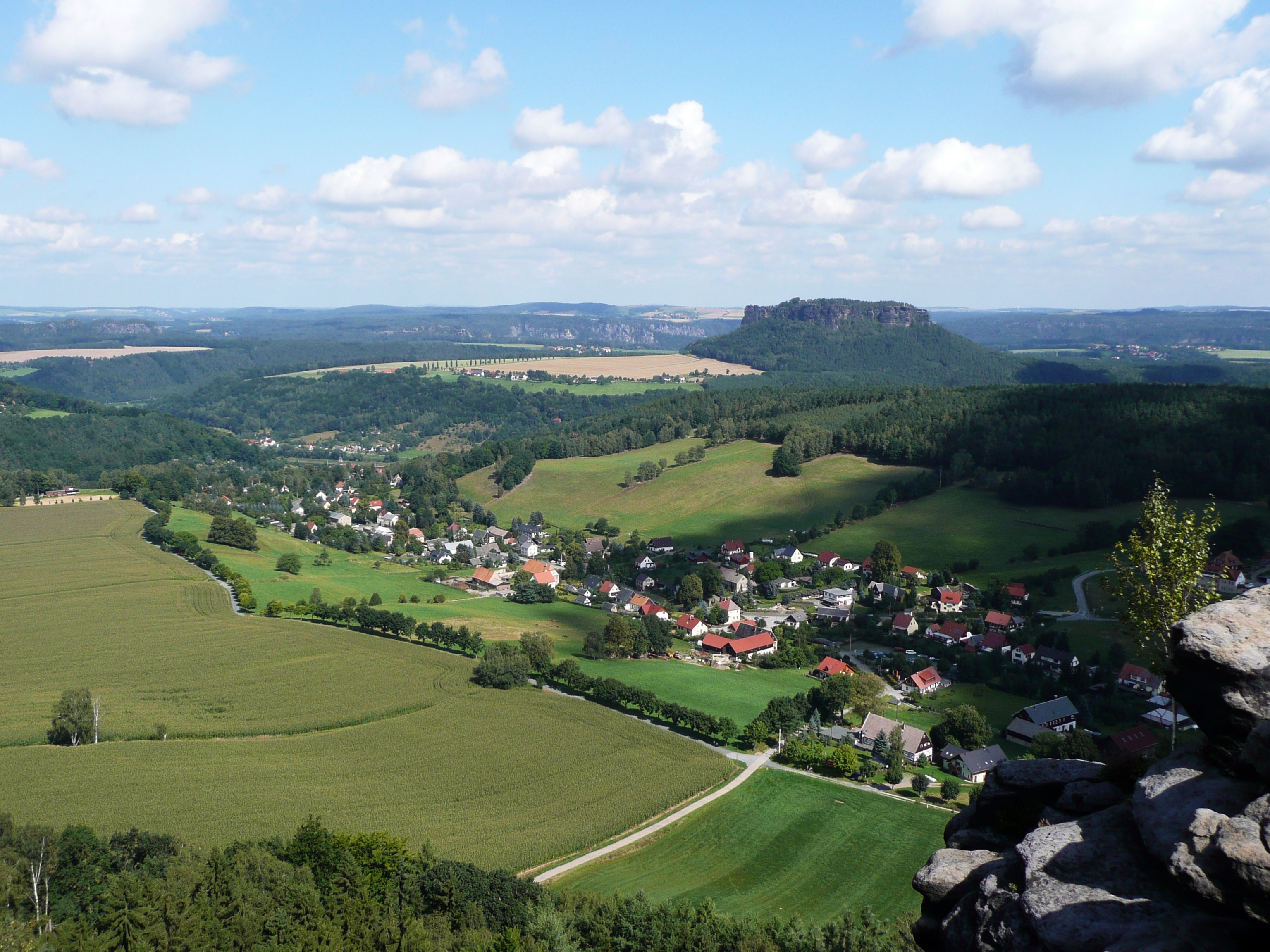
Blick vom Pfaffenstein auf Pfaffendorf und den Lilienstein

Das 1437 erstmals als Pfaffindorff erwähnte Waldhufendorf befindet sich unterhalb des Pfaffensteins in einer flachen zur Biela hin abfallenden Mulde. Der Name leitet sich vom früheren Lehnsherren, dem Pfaffen von Königstein ab, an den die Bewohner Zinszahlungen zu leisten hatten. Durch Pfaffendorf verlief früher ein Strang der sogenannten „Alten Tetschener Straße“, die als Handelsweg das Elbtal über Kleingießhübel mit Děčín (Tetschen) verband. Den Höhenunterschied zwischen Königstein und Pfaffendorf überwand die Straße mit wenigen steilen Serpentinen. Die wirtschaftliche Prägung erfolgte bis ins 19. Jahrhundert hinein durch die Landwirtschaft. 1755 befanden sich in Pfaffendorf acht Güter. Darüber hinaus war der Ort wirtschaftlich von jeher eng an Königstein gebunden. Zahlreiche Einwohner Pfaffendorfs arbeiteten zum Beispiel als Sandsteinbrecher, Schiffer oder Hammerwerksarbeiter im Elb- und Bielatal. Der Wandel vom Bauerndorf zum Touristenort vollzog sich nach dem Ersten Weltkrieg. 1938 übernachteten 193 Gäste im Ort. Heute ist Pfaffendorf als staatlich anerkannter Erholungsort wegen seiner Nähe zum Pfaffenstein und der zahlreichen gut erhaltenen Dreiseithöfe ein beliebter Ausflugs- und Ferienort.

## Geschichte
Königstein wurde 1379 erstmals urkundlich erwähnt. Der Ort trägt seinen Namen von der den böhmischen Königen gehörigen Burg (1241 „in lapide regis“ – [lat.] auf dem Stein des Königs), die von hier aus das Elbtal oberhalb Pirnas kontrollierten.
1901 nahm zwischen Königstein und Hütten die Bielatalbahn als einer der ersten Oberleitungsbusbetriebe der Welt den Verkehr auf. Der Betrieb wurde jedoch schon drei Jahre später wieder eingestellt.
Zu Beginn der Zeit des Nationalsozialismus wurde das Naturfreundehaus Halbestadt 13 enteignet und zu einem frühen Konzentrationslager, dem KZ-Außenlager Königstein, umgewandelt, in dem 70 bis 100 politische NS-Gegner aus Pirna und umliegenden Orten interniert und misshandelt wurden. Zu DDR-Zeiten wurde das Haus Jugendherberge und trug den Namen Julius Fučíks. Gegen Ende des Zweiten Weltkrieges von November 1944 bis April 1945 wurde das Außenlager Königstein des KZ Flossenbürg errichtet: ein Lager an der Eselswiese mit 1.000 Häftlingen, sowie ein wesentlich größeres Lager im Wald Milchweg/Schwarzer Weg zwischen Thürmsdorf und Leupoldishain, von dem aus Häftlinge im Ortsteil Weißig-Strand unterirdische Stollen für die Braunkohle Benzin AG (BRABAG) zur Benzinherstellung unter dem Decknamen Schwalbe II bauen mussten, wozu später Kriegsgefangene und Zwangsarbeiter anderer Nationen hinzukamen. Ein weiteres Kommando mit 250 Häftlingen schuftete in Porschdorf im Polenztal.
Von 1961 bis 1990 gab es einen bedeutenden Abbau von Uran durch die SDAG Wismut.
2002 war die Stadt vom Jahrhunderthochwasser der Elbe schwer betroffen.

### Entwicklung der Einwohnerzahl
| Jahr | Einwohnerzahl                                     | Wohngebäude |
| ---- | ------------------------------------------------- | --- |
| 1300 | 250                                               | |
| 1445 | 29 Haus- und Grundbesitzer (etwa 200 Einwohnern)  | |
| 1501 | 35 Haus- und Grundbesitzer (etwa 240 Einwohnern)  | |
| 1550 | 341 Einwohner                                     | |
| 1779 | 271 Wohnparteien mit 667 Einwohnern über 10 Jahre | |
| 1801 | 1077                                              | |
| 1815 | 1364                                              | |
| 1834 | 2349                                              | 248 Häuser (ohne Festung, mit Halbestadt, Ebenheit, Hütten und Strand), in der Stadt selbst wahrscheinlich 165 Häuser mit 1.673 Einwohnern |
| 1871 | 3261                                              | |
| 1890 | 3988                                              | |
| 1900 | 4274                                              | |
| 1910 | 4082                                              | |
| 1925 | 3745                                              | |
| 1939 | 4598                                              | |
| 1946 | 5139                                              | |
| 1950 | 5160                                              | |
| 1964 | 4806                                              | |

| Jahr | Einwohnerzahl | Wohngebäude | Wohnungen |
| ---- | ------------- | ----------- | --------- |
| 1990 | 2989          |             |           |
| 1995 | 3000          |             |           |
| 1998 | 3256          | 661         | 1.664     |
| 2000 | 3065          |             |           |
| 2005 | 2847          | 680         | 1.673     |
| 2010 | 2284          |             |           |
| 2015 | 2122          |             |           |
| 2020 | 2104          |             |           |

Zusammenstellung nach BLASCHKE 2003, Deutsche Akademie der Wissenschaften zu Berlin 1957, Mittelschule Königstein 2004, SCHIFFNER 1840 und Angaben des Statistischen Landesamtes Sachsen, ab 1990: Stand zum 31. Dezember des jeweiligen Jahres

### Eingemeindungen
- 1933: Eingemeindung von Hütten[7]
- 1. März 1994: Eingemeindung von Pfaffendorf[8]
- 1. Januar 1999: Eingemeindung von Leupoldishain[9]

### Gedenkstätten
- FIR-Gedenkstein am Naturfreundehaus Halbestadt 13 für den NS-Gegner Fritz Gumpert, der hier 1933 ermordet wurde
- Mahnmal von 1977 neben dem ehemaligen Amtsgericht an der Pirnaer Straße zur Erinnerung an die umgekommenen Häftlinge der KZ-Außenlager
- Gedenktafel an der Pforte der Festung Königstein, die über das Kriegsgefangenenlager Oflag (Offizierslager) IV B sowie seine Befreiung durch die Rote Armee informierte; sie wurde nach 1990 entfernt.

### Wappen
| Großes Königsteiner Wappen | Blasonierung: „Die Stadt führt als Stadtwappen einen aufrecht gehenden, doppelt geschwänzten, silbernen Löwen im roten Schild von grünen Zweigen umgeben.“                                              |
| Großes Königsteiner Wappen | Wappenbegründung: Das Wappen zeigt einen aufrecht gehenden doppelt geschwänzten böhmischen Löwen. Es erinnert an die böhmische Geschichte Königsteins, das erst 1404 in die Hand der Wettiner gelangte. |

## Politik

### Stadtrat
- Linke: 1
- BiK: 3
- FW: 5
- CDU: 3
- BD: 1
- Die Heimat: 1

Seit der Stadtratswahl am 9. Juni 2024 verteilen sich die 14 Sitze des Stadtrates folgendermaßen auf die einzelnen Gruppierungen:
- Freie Wähler Königstein (FW): 5 Sitze
- CDU: 3 Sitze
- Bürgerinitiative Königstein (BiK): 3 Sitze
- Heimat: 1 Sitz
- Linke: 1 Sitz
- BD: 1 Sitz

| Liste                       | 2024   | 2024   | 2019   | 2019   | 2014   | 2014   |
| Liste                       | Sitze  | in %   | Sitze  | in %   | Sitze  | in %   |
| --------------------------- | ------ | ------ | ------ | ------ | ------ | ------ |
| Freie Wähler Königstein     | 5      | 39,1   | 6      | 36,6   | 7      | 46,2   |
| Bürgerinitiative Königstein | 3      | 23,2   | 2      | 15,2   | –      | –      |
| CDU                         | 3      | 20,4   | 4      | 25,0   | 5      | 33,4   |
| Heimat (bis 2019: NPD)      | 1      | 5,9    | 1      | 11,1   | 1      | 6,2    |
| Linke                       | 1      | 4,4    | 1      | 7,8    | 1      | 10,1   |
| Bündnis Deutschland         | 1      | 3,7    | –      | –      | –      | –      |
| SPD                         | –      | 3,3    | –      | 4,3    | –      | 4,2    |
| Wahlbeteiligung             | 72,4 % | 72,4 % | 68,8 % | 68,8 % | 60,1 % | 60,1 % |

### Verwaltungsgemeinschaft
Königstein bildet seit 2002 gemeinsam mit Gohrisch, Rathen, Rosenthal-Bielatal und Struppen die Verwaltungsgemeinschaft Königstein/Sächs. Schw.

### Bürgermeister
Im Juni 2015 wurde Tobias Kummer zum neuen Bürgermeister gewählt, er trat das Amt im August 2015 an.
| Wahl | Bürgermeister  | Vorschlag | Wahlergebnis (in %) |
| ---- | -------------- | --------- | ------------------- |
| 2022 | Tobias Kummer  | CDU       | 68,6                |
| 2015 | Tobias Kummer  | CDU       | 62,9                |
| 2008 | Frieder Haase  | Haase     | 71,4                |
| 2001 | Frieder Haase  | Haase     | 56,2                |
| 1994 | Rudolf Maiwald | Maiwald   | 65,4                |

### Partnerstädte
- Königstein im Taunus in Hessen (seit 1992)
- Königstein in der Oberpfalz, Bayern (seit 1993)
- Trmice (Türmitz) in Tschechien (seit 2002)

Vertreter der drei Königsteiner Gemeinden treffen sich jährlich zu einem „Dreikönigstreffen“ genannten Arbeitstreffen in der Oberpfalz.

## Wirtschaft

### Verkehr

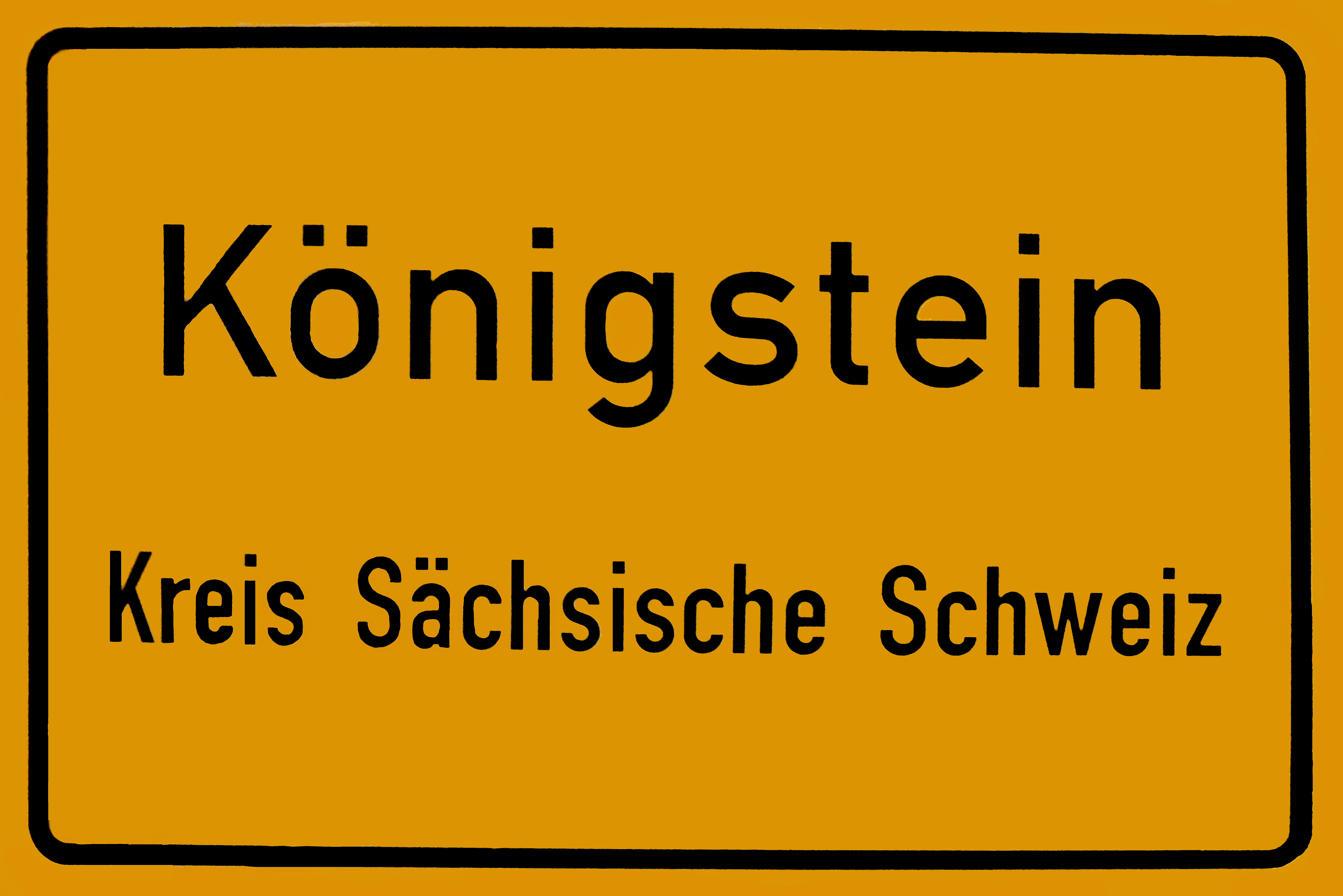
Verkehrsschild Stadt Königstein – Kreis Sächschische Schweiz

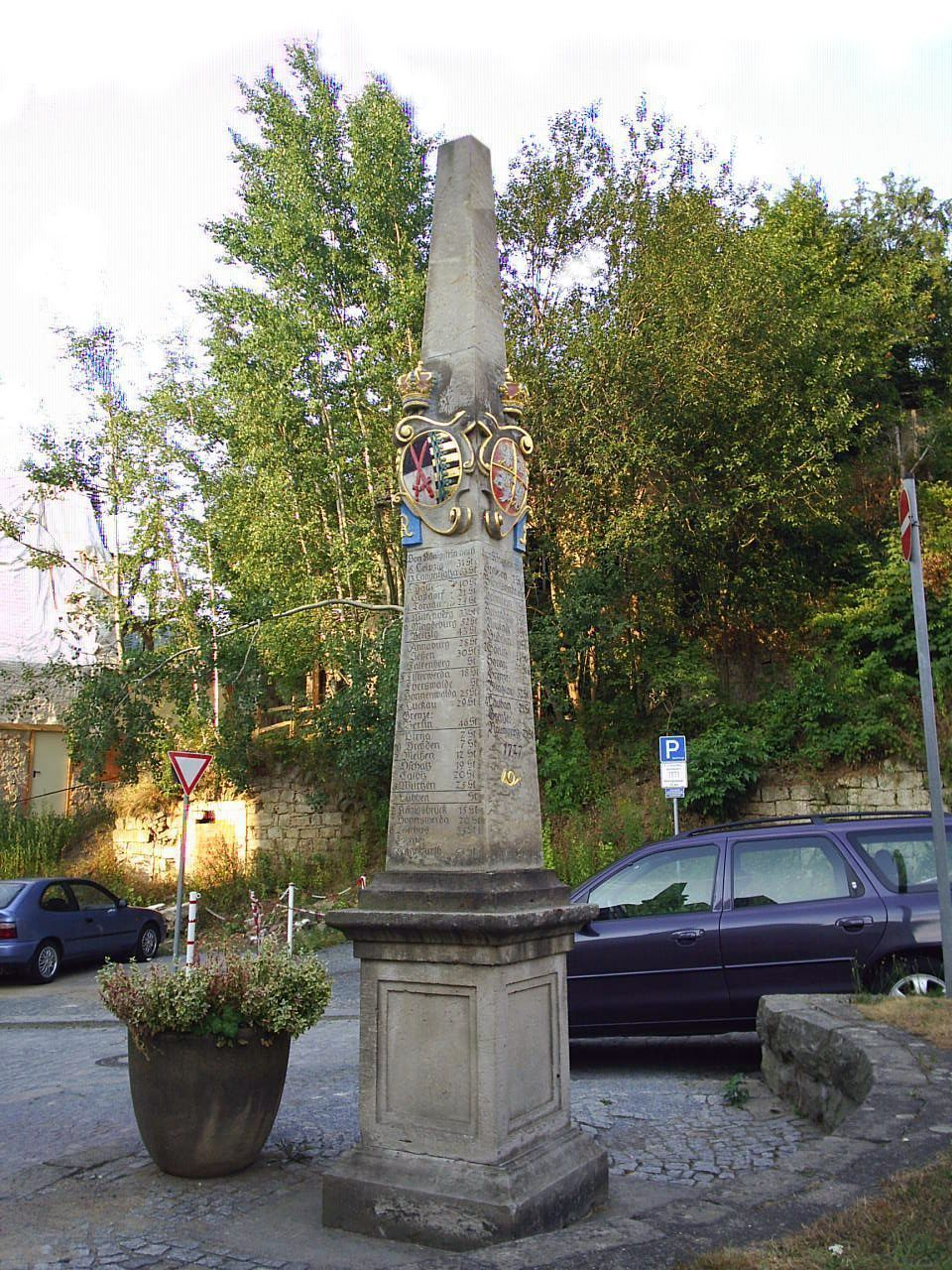
Kursächsische Postmeilensäule Königstein von 1727, Ansicht von Norden

Durch Königstein führen die Bundesstraße 172 sowie die Staatsstraßen S 168, S. 170 und S 171. Die Entfernung zur Landeshauptstadt Dresden beträgt 31 km. An das Eisenbahnnetz ist Königstein seit Mai 1850 mit einem Bahnhof an der Bahnstrecke Děčín–Dresden-Neustadt angeschlossen. Entlang dieser verkehrt die S-Bahnlinie S1 der S-Bahn Dresden. Ab dem Reißigerplatz, etwa fünf Fußminuten vom Bahnhof entfernt, führen Buslinien nach Hinterhermsdorf (über Bad Schandau), Kurort Gohrisch, Pirna (über Struppen) und nach Rosenthal-Bielatal. Die Ortsteile auf dem rechten Elbufer, Ebenheit und Halbestadt, sind über eine Personenfähre oder auf dem Straßenweg über Bad Schandau–Rathmannsdorf–Prossen zu erreichen. Sowohl die Buslinien als auch die Fähre werden von der Regionalverkehr Sächsische Schweiz-Osterzgebirge GmbH betrieben. In Königstein steht eine verkehrsgeschichtlich interessante kursächsische Postdistanzsäule, deren Originalteile im Museum Schloss Lauenstein (Wappen) und im Zeitungsmuseum Mainz (Schriftblock) ausgestellt sind.

### Ansässige Unternehmen
- WISMUT GmbH Standort Königstein (OT Leupoldishain): etwa 150 Mitarbeiter (Mai 2016)[15], Sanierung der Hinterlassenschaften des Uranbergbaus
- Giesecke+Devrient – Papierfabrik Louisenthal GmbH, Werk Königstein (OT Hütten): etwa 300 Mitarbeiter (2010),[16] Herstellung von Banknoten- und Sicherheitspapier
- Kunststoffverarbeitung Bauer GmbH & Co. KG: Die im Gewerbegebiet Leupoldishain ansässige Firma hat ihre Kernkompetenz in der Thermo- und Duroplastverarbeitung und beschäftigt ca. 60 Mitarbeiter (2014),[17]
- Landbäckerei Schmidt: Die im Gewerbegebiet Leupoldishain ansässige Bäckerei (vormaliger Standort bis 2014 in Cunnersdorf) unterhält in der Sächsischen Schweiz und in Dresden insgesamt knapp 30 Filialen und beschäftigt ca. 220 Mitarbeiter.[18]
- Ehrlich Werkzeuge- und Gerätebau GmbH: Die im Gewerbegebiet Leupoldishain ansässige Firma siedelte sich 2013 in Königstein an (vormaliger Standort in Pirna). Sie stellt vorrangig Kunststoffteile für die Fahrzeugindustrie her und beschäftigt ca. 95 Mitarbeiter (2013).[19]

## Kultur, Freizeit, Bildung, Sozialwesen

### Ausflugsziele

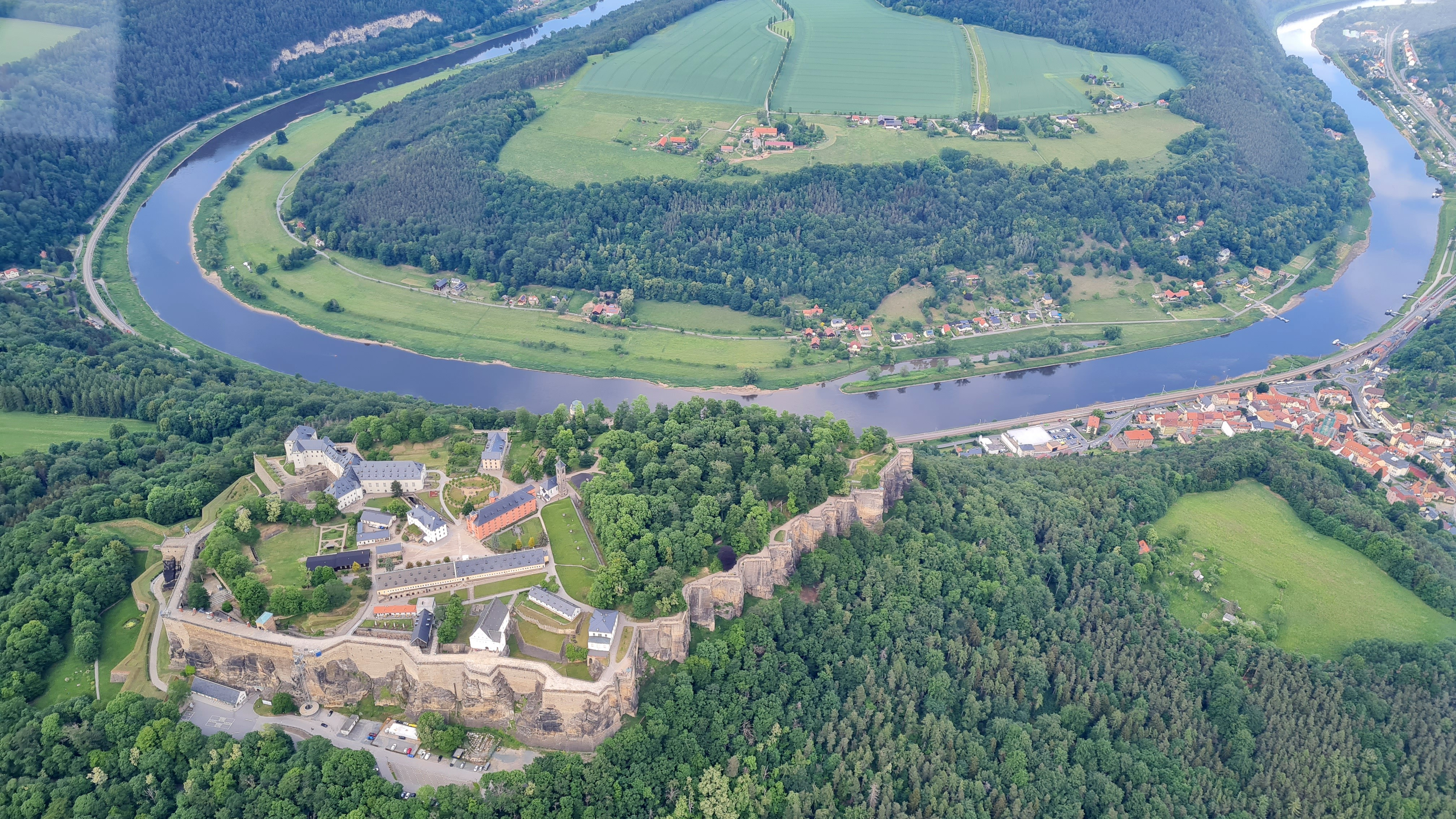
Festung und Stadt Königstein mit der Elbschleife

- Die vier Steine: Königstein gilt als Stadt der vier Steine (Königstein, Lilienstein, Pfaffenstein, Quirl). Die über der Stadt liegende Festung Königstein wurde in den letzten Jahren von etwa 500.000 Menschen pro Jahr besucht. Vom Lilienstein (416 m) sieht man die markante Elbschleife, das „OMEGA“. Am Pfaffenstein ist die etwa 45 m hohe Felsnadel Barbarine und der Aussichtsturm auf dem Berg sehenswert. Am Quirl sind die zahlreichen Höhlen (Diebshöhle, Sterlhöhlen, X1/Kö13), meist Einsturzhöhlen, zu sehen.
- Südwestlich des Stadtzentrums befinden sich die Nikolsdorfer Wände mit dem Flächenhaften Naturdenkmal Labyrinth, einer stark zerklüfteten Felsgruppe südlich der Ortsteile Leupoldishain und Nikolsdorf, die als Klettergebiet erschlossen sind.

### Museen
- Heimatstube Leupoldishain: Die kleine Heimatstube informiert mit Bildern, Dokumenten und Gegenständen über die Entwicklung des Ortes.
- Festung Königstein

### Freizeit und Sport
- Tennis- und Volleyballplatz Leupoldishain
- Elbe-Freizeitland

### Öffentliche und soziale Einrichtungen
- Grundschule Königstein
- Oberschule Königstein

### Regelmäßige Veranstaltungen
- In Königstein findet, wie in anderen oberelbischen Elborten auch, zum Winterausklang die „Schifferfastnacht“, ein an die Elb-Schifffahrttradition anknüpfendes Volksfest, statt. Vom Schifferfastnachtsverein wird dabei ein Umzug durch die Straßen organisiert, bei dem die traditionellen Elbschiffsmodelle durch die Stadt getragen werden und die Kapelle vor den Häusern alteingesessenerer Schiffseignerfamilien und anderer Honoratioren ein Ständchen bringt. Zum Gaudi der Kinder verteilt der „Fleckelmann“ mit seiner Klatsche „Ordnungshiebe“ an unfolgsame (trunksüchtige) Ehemänner und/oder (zänkische) Ehefrauen. Von den Marketenderinnen des Umzuges wird reichlich „Daumenbreite“ ausgeschenkt. Die Schifferfastnacht wird mit einem zünftigen Schifferball abgeschlossen.
- Ein selbständiges karnevalistisches Leben begann in Königstein ab ca. 1953 und entwickelte sich unter der Federführung von Horst Rülke (Königstein) und Gerd Neumann (Cunnersdorf). Vom Elferrat wurden anfänglich Faschingsumzüge und Prunksitzungen organisiert. Später fanden nur noch Prunksitzungen statt, in denen zu DDR-Zeiten versteckte Kritik geübt werden konnte. Da Königstein früher den Beinamen „Quirlequietsch“ hatte, heißt der Königsteiner Karnevalsruf „Quietsch-Quirl-Oha“.

### Bauwerke

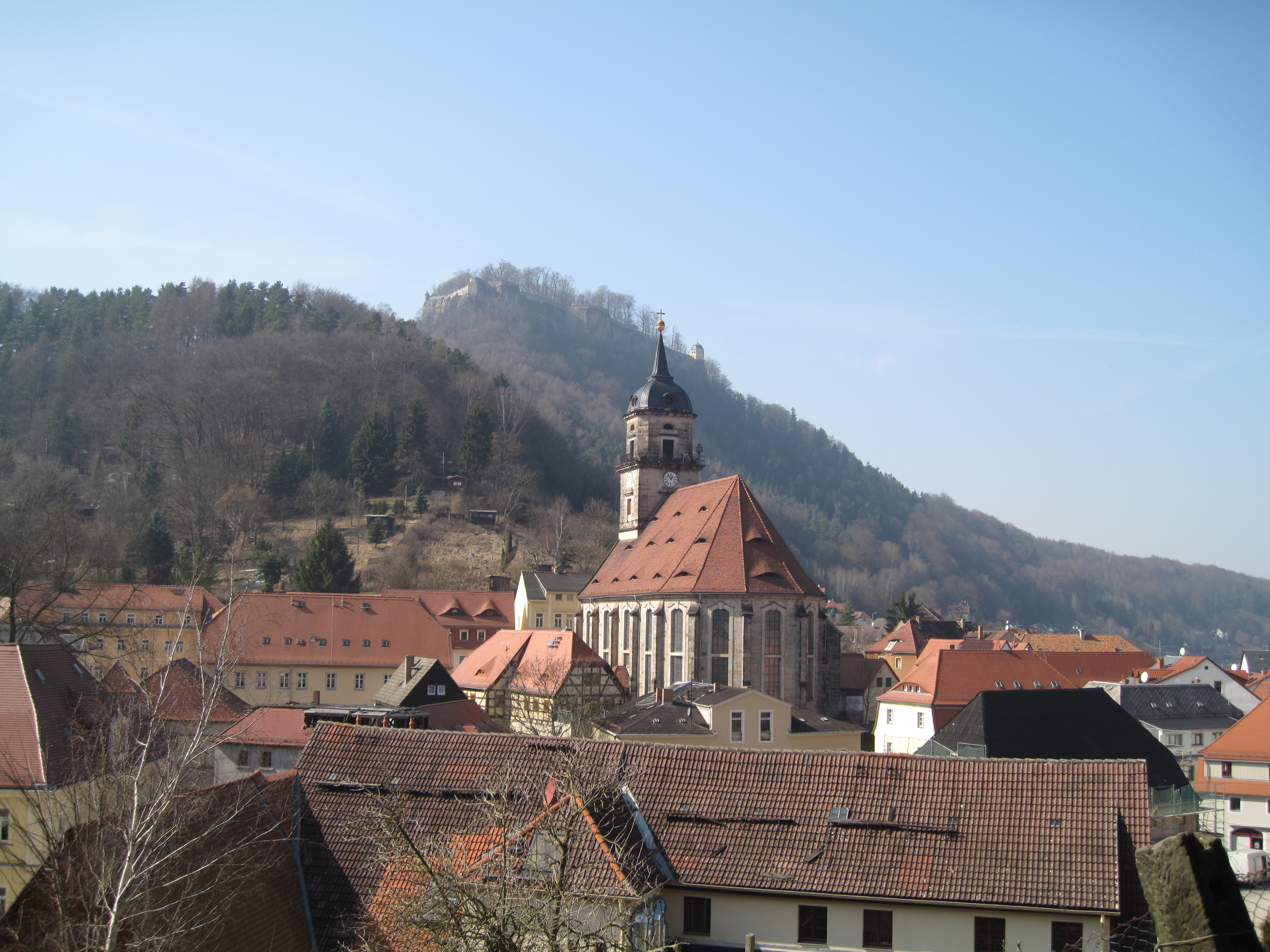
Die Stadtkirche entspricht im Äußeren noch George Bährs Planungen.

- Die aus dem 15. Jahrhundert stammende Marienkirche wurde nach Bränden und Verfall mehrfach wieder aufgebaut, zuletzt 1823. Ihr Äußeres ist vom Barock geprägt, während im Innern Elemente des Klassizismus überwiegen.

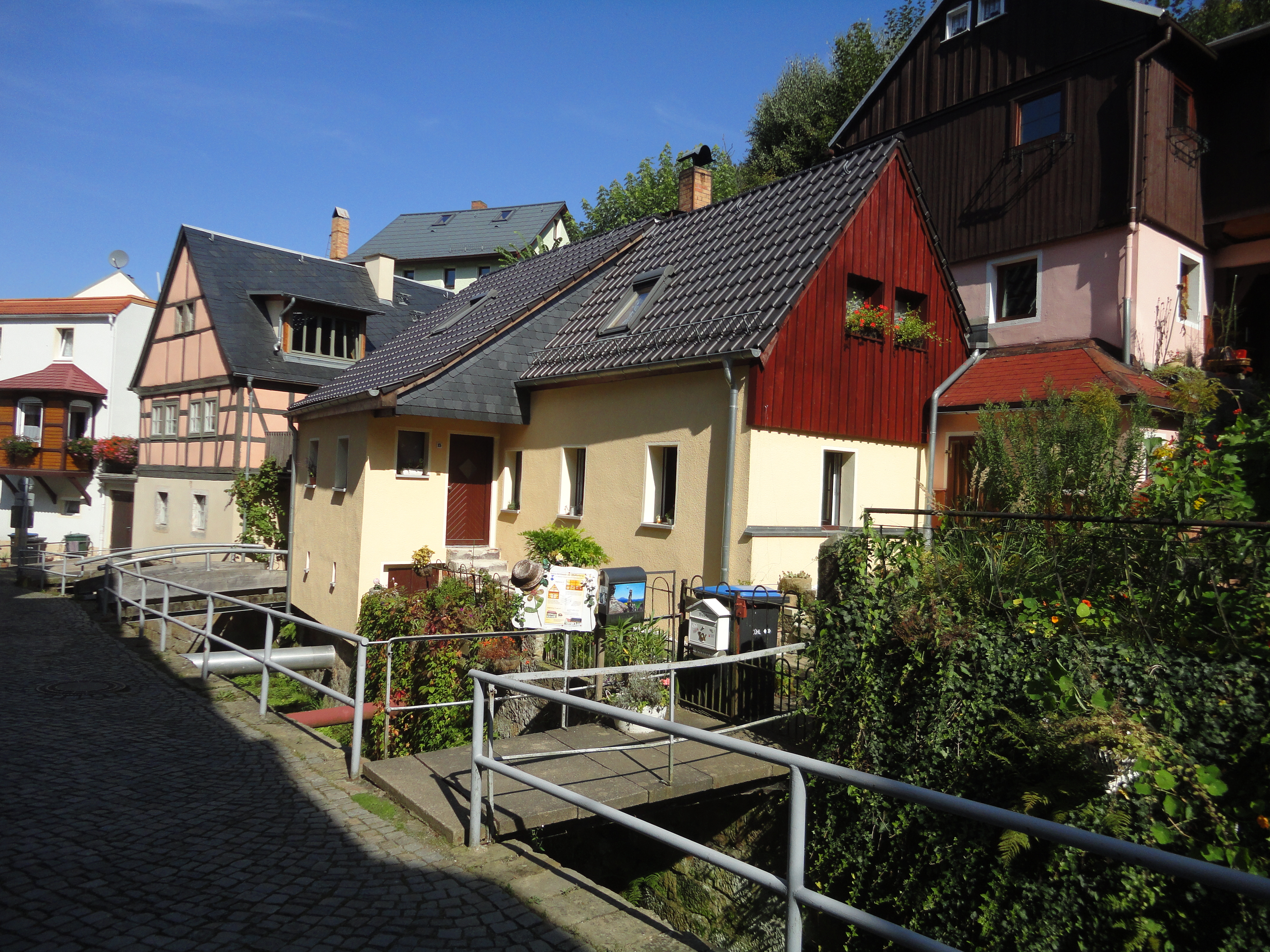
Kulturdenkmal Umgebindehaus von 1587

- Umgebindehaus aus dem Jahr 1587. Es ist ein erdgeschossiger zweiriegeliger Fachwerkbau mit einem zweilagigen Blockkranz mit Holzbalkendecke.

## Persönlichkeiten

### Söhne und Töchter der Stadt
- Justus Gottfried Günz (1714–1754), Mediziner und Hochschullehrer
- Ernst Julius Otto (1804–1877), Kreuzkantor und Dirigent der Dresdner Liedertafel
- Robert Albani (1812–1876), Gymnasiallehrer und Schuldirektor
- Wilhelm Hering (1843–1912), Unternehmer und Mitglied des sächsischen Landtags
- Otto Panzner (1853–1921), Bildhauer
- Fritz von Bose (1865–1945), Pianist und Musikpädagoge
- Georg Schumann (1866–1952), Musikwissenschaftler und Dirigent, von 1900 bis 1952 Direktor der Sing-Akademie zu Berlin, Präsident der Preußischen Akademie der Künste
- Camillo Schumann (1872–1946), jüngerer Bruder Georgs, Komponist und Organist, Ehrenbürger der Stadt Bad Gottleuba
- Clemens Schumann (1876–1938), jüngerer Bruder Georgs und Camillos, von 1900 bis 1936 Geiger in der Dresdner Staatskapelle
- Martin Hunger (1893–1986), Maler
- Jo Hanns Rösler (1899–1966), Schriftsteller
- Rudi Schiemann (1901–1970), Kabarettist
- Max Schnabel (1903–1986), Architekt, Maler und Grafiker
- Werner Neumann (1905–1991), Bachforscher
- Werner Hering (1930–2012), Politiker, Leiter der Abteilung Gesundheitspolitik des ZK der SED
- Frank Ettrich (* 1958), Soziologe

### Personen mit Verbindung zur Stadt
- Friedrich Christoph zu Solms-Wildenfels (1712–1792), kursächsischer General der Infanterie, Kommandant der Festung Königstein